# تشارلزتاون بلوز
تشارلزتاون بلوز الاسم الكامل: (بالإنجليزية: Charlestown City Blues Football Club)‏ هو نادي كرة قدم أسترالي